# Aldo Giordano
Aldo Giordano (ur. 20 sierpnia 1954 w Cuneo, zm. 2 grudnia 2021 w Leuven) – włoski duchowny katolicki, arcybiskup, nuncjusz apostolski.

## Życiorys
28 lipca 1979 po ukończeniu Diecezjalnego Seminarium Duchownego otrzymał święcenia kapłańskie z rąk Biskupa Carlo Aliprandi i został inkardynowany do diecezji Cuneo. Następnie kontynuował studia w Międzydiecezjalnym Studium Teologicznym w Fossano i na Papieskim Uniwersytecie Gregoriańskim w Rzymie gdzie otrzymał licencjat z filozofii. Pomagał duszpastersko w parafii pw. św. Piusa X w Cuneo. Jego zainteresowania koncentrowały się szczególnie wokół kwestii etycznych i problemów filozofii współczesnej. Wiele prac poświęcił 'dialogowi' z myślą F. Nietzschego. W latach 1995–2008 pełnił funkcję sekretarza generalnego Rady Konferencji Episkopatów Europy (CCEE).
7 czerwca 2008 został mianowany przez Benedykta XVI obserwatorem Watykanu przy Radzie Europy w Strasburgu, zastępując na tym stanowisku abpa Vito Rallo.
26 października 2013 papież Franciszek mianował go nuncjuszem apostolskim w Wenezueli. Jednocześnie wyniósł go do godności arcybiskupa tytularnego Tamada. Abp Giordano zastąpił w Caracas nowego watykańskiego sekretarza stanu, abp Pietro Parolina, który reprezentował papieża w Wenezueli od 2009. Sakry udzielił mu 14 grudnia 2013 Sekretarz stanu – arcybiskup Pietro Parolin.
8 maja 2021 został przeniesiony do nuncjatury przy Unii Europejskiej z siedzibą w Brukseli.
Zmarł 2 grudnia 2021 w Leuven po długim pobycie w szpitalu z powodu choroby COVID-19. 